# AWA Midwest Heavyweight Championship
AWA Midwest Heavyweight Championship fue un campeonato de lucha libre profesional perteneciente a American Wrestling Association y estuvo activo desde la década de 1960 hasta comienzo de la década de 1970. Principalmente era defendido en el área de Omaha, Nebraska y este título era para luchadores de nivel medio.

## Lista de campeones
| Luchador:         | Reinado N°: | Derrotó a:        | Fecha:                   | Ubicación:      |
| ----------------- | ----------- | ----------------- | ------------------------ | --------------- |
| Bob Orton Sr      | 1           | Doug Gilbert      | 15 de julio de 1967      | Omaha, Nebraska |
| Rock Rogowski     | 1           | Bob Orton Sr      | 28 de octubre de 1967    | Omaha, Nebraska |
| Bob Orton Sr      | 2           | Rock Rogowski     | 11 de noviembre de 1967  | Omaha, Nebraska |
| Mighty Igor Vodik | 1           | Bob Orton         | 9 de diciembre de 1967   | Omaha, Nebraska |
| Mike DiBiase      | 1           | Mighty Igor Vodik | 6 de enero de 1968       | N/A             |
| Bob Ellis         | 1           | Mike DiBiase      | julio de 1968            | N/A             |
| Mike DiBiase      | 2           | Bob Ellis         | agosto de 1968           | N/A             |
| Bob Ellis         | 2           | Mike DiBiase      | agosto de 1968           | N/A             |
| Mike DiBiase      | 3           | Bob Ellis         | 26 de octubre de 1968    | N/A             |
| Stan Pulaski      | 1           | Mike DiBiase      | 1 de febrero de 1969     | Omaha, Nebraska |
| Tarzan Tyler      | 1           | Stan Pulaski      | 18 de octubre de 1969    | Omaha, Nebraska |
| Stan Pulaski      | 2           | Tarzan Tyler      | 1 de enero de 1970       | Omaha, Nebraska |
| Lars Anderson     | 1           | Stan Pulaski      | 15 de febrero de 1970    | Omaha, Nebraska |
| Stan Pulaski      | 3           | Lars Anderson     | 28 de marzo de 1970      | Omaha, Nebraska |
| Beautiful Brutus  | 1           | Stan Pulaski      | 23 de abril de 1970      | Omaha, Nebraska |
| Bob ellis         | 3           | Beautiful Brutus  | 2 de mayo de 1970        | Omaha, Nebraska |
| Tarzan Tyler      | 2           | Bon ellis         | 3 de octubre de 1970     | N/A             |
| Tex McKenzie      | 1           | Tarzan Tyler      | 10 de octubre de 1970    | Omaha, Nebraska |
| Rock Rogowski     | 2           | Tex McKenzie      | 7 de noviembre de 1970   | Omaha, Nebraska |
| The Claw          | 1           | Rock Rogowski     | 12 de junio de 1971      | Omaha, Nebraska |
| Ramón Torres      | 1           | The Claw          | 7 de agosto de 1971      | Omaha, Nebraska |
| Great Kusatsu     | 1           | Ramón Torres      | 11 de septiembre de 1971 | Omaha, Nebraska |
| Stan Pulaski      | 4           | Great Kusatsu     | abril de 1972            | Omaha, Nebraska |
| Abandonado        | N/A         | Título Retirado   | 1972                     | N/A             |

## Mayor cantidad de reinados
- 4 veces: Stan Pulaski
- 3 veces: Bob Ellis y Mike DiBiase
- 2 ceces: Bob Orton Sr, Rock Rogowski y Tarzan Tyler